# Madame Guyon
Jeanne-Marie Bouvier de la Motte-Guyon, krajše Jeanne Guyon, bolj znana kot Madame Guyon, francoska krščanska mistikinja, kvietistka, * 13. april 1648, Montagris, Francija, † 9. junij 1717, Blois, Francija. 
Širila je idejo o kvietizmu, ki je v katolištvu mistično versko gibanje, razširjeno v 17. stol. v romanskih deželah in je pod vplivom skeptičnih, stoičnih in epikurejskih stališč poudarjalo pasivno iskanje bližine z Bogom. Cerkev je učenje Madame Guyon in na splošno kvietizem obsodila kot herezijo.

## Življenje

### Zgodnje življenje in poroka
Jeanne-Marie Bouvier je bila hčerka Clauda Bouvierja, odvetnika v Montagrisu, mestu, ki se nahaja južno od Pariza in vzhodno od Orleansa. Bila je krhke postave, na splošno bolj bolehno dekle. Njeno izobraževanje je bilo zapostavljeno. Obiskovala je ženski samostan, s svojimi premožnimi starši se je v obdobju desetih let devetkrat preselila. Njena starša sta bila zelo verna, nudila sta ji posebej pobožno šolanje. Znanje je črpala tudi iz del Svetega Frančiška Saleškega in nun, ki so jo poučevale. Guyon je želela postati nuna, vendar ji tega starši niso dovolili.
Leta 1664, so jo pri 15 letih zaročili z bogatim gospodom iz Montagrisa, Jacquesom Guyonom, ki je bil 23 let starejši. Jeanne-Marie je 12 let zakona živela pod pritiskom tašče in služabnice. Njeno trpljenje se je stopnjevalo s smrtjo njene polsestre, nato matere in še sina. Julija 1672 sta ji umrla še hči in oče. Ne dolgo pred moževo smrtjo, leta 1676 je rodila še sina in hčerko. Po 12 letih nesrečnega zakona, v katerem je rodila pet otrok, od katerih so le trije preživeli, je pri 28 letih Jeanne Guyon postala vdova. Vmes se je začela ukvarjati z misticizmom, s katerim jo je seznanil in navdušil redovnik François La Combe iz reda Barnabitov.

### Življenje po poroki
Leta 1680 je odšla v Ženevo, kjer jo je škof prepričal, da vloži svoj denar za dom za "nove katoličane" v kraju Thonon v Savoji z namenom spreobračanja tamkajšnjih protestantov. Istega leta se je vrnila v Montagris in s hčerko odpotovala v Gex. Ker se je z vodilnimi sestrami sprla, je škof poslal očeta La Combeta, da posreduje v sporu. V času, ko je bila njena hčerka v varstvu v uršulinskem samostanu v Thononu, je Guyon imela zdravstvene težave, obenem pa ji je družina nasprotovala. Odpovedala se je skrbništvu nad sinovoma v prid tašči. Takrat jo je škof prosil, da zapusti škofijo zaradi njenih vse bolj mističnih idej.

### Širjenje idej
Jeanne Guyon je sledila La Combetu v Torino, nato se je vrnila v Francijo, v Grenoble, kjer je širila svoj nauk z izdajo dela Kratek in enostaven postopek molitve (Moyen court et facile de faire oraison) januarja 1685. To je lokalnega škofa, Cardinala Le Camusa tako vznemirilo, da je Jeanne Guyon mesto morala zapustiti ter se je ponovno združila z očetom La Combetom. Naslednje leto sta se oba vrnila v Pariz, vendar ob zelo neprimernem času, saj je takrat vladajoči Ludvik XIV. obsojal in zapiral tiste, ki so širili mistično miselnost. Očeta La Combeta so zaprli v trdnjavo Bastiljo, njo pa 29. januarja 1688 aretirali.
Po sedmih mesecih zaporne kazni so jo iz izpustili in predali v roke teologov, ki so pregledali njeno knjigo. Nekaj dni pozneje se je dobila s Françoisom Fénelonom, tedanjim najpopularnejšim predstavnikom misticizma. Imela sta prijateljski in spoštljiv odnos, čutila naj bi tudi ljubezen drug do drugega. Fénelon je imel čedalje večji vpliv nanjo, v njegovi družbi je bila najbolj srečna. Vrhunec njene sreče je bil, ko je Fénelon postal inštruktor kraljevemu vnuku, burgundskemu vojvodi.
S Fënelonovo pomočjo je popularizirala svoja mistična prepričanja in širila krog privržencev ter privrženk v redovniških krogih, kar je nazadnje močno vznemirilo charteškega škofa, ki je njena dela in teze predal v proučitev civilnemu in cerkvenemu sodišču. Kralj je naposled za to nalogo pooblastil tri visoke cerkvene dostojanstvenike. 10. oktobra 1694 je pariški nadškof, François de Harlay de Champvallon obsodil njena dela in teze. Jeanne Guyon se je v strahu pred ponovno aretacijo za nekaj mesecev zatekla v Meaux ter se nato na skrivaj vrnila v Pariz. Tam so jo 24. decembra 1695 ponovno aretirali. Najprej so jo zaprli v Vincennesu, nato v vaugiraškem samostanu ter v trdnjavo v Bastilji, kjer je 23. avgusta 1699 podpisala pisno preklicala svoje ideje in se odrekla javnemu delovanju. Kljub temu, da ni več javno delovala, se je polemika o njenih idejah samo še stopnjevala.

### Pozno življenje in vplivi
Guyon je bila zaprta do 21. marca 1703, torej več kot 7 let. Po odsluženi kazni je živela s svojim sinom v škofiji Blois. Tam je 15 let živela v družbi angleških in škotskih romarjev, pisala pisma in poezijo. Še vedno je bila čaščena v nekaterih zaprtih mističnih krogih, spoštoval jo je tudi Fénelon, ki je z njo komuniciral preko zaupnikov. Njen obiskovalec Pierre Poiret je objavil večino njenih del, med katerimi je tudi L'âme Amante de son Dieu, representée dans les emblems de Hermannus Hugo sur ses pieux desirs. Leta 1704 so objavili njena dela na Nizozemskem, kjer so bila zelo popularna. Veliko Angležev in Nemcev jo je obiskalo v Bloisu, med njimi tudi Johann Wettstein in Lord Forbes.

### Smrt
Umrla je pri 68 letih v Bloisu in kljub vsem sporom s Cerkvijo je verjela v svojo resnično predanost katoliški cerkvi, od katere se ni nikoli imela namen ločiti. Njeni objavljeni deli Le Moyen court in Règles des associées à l'Enfance de Jésus sta bili leta 1688 uvrščeni v Indeks prepovedanih knjig.

## Delo

### Kvietizem
Kvietizem je mistično religiozna ideja, ki izpoveduje pasiven odnos do življenja. V 17. stoletju je bila najbolj razširjena v Franciji, Italiji in Španiji. Ideja je povzeta iz spisov Miguela de Molinosa, po katerem se je kasneje zgledovala tudi Madame Guyon. Pojem kvietizem je prisoten v rimokatoliški teologiji in temelji na pasivnem odnosu do življenja ter zbliževanju z Bogom.
V Franciji se je ideja o kvietizmu širila med rimokatoličane skozi manjše zaprte in zaupne skupine, ki so delovale v Franciji. Velik vpliv na širjenje te ideje je imel Frančišek Saleški, ki je poudarjal čisto ljubezen, katera izhaja iz duhovne prakse. Najbolj pa se je kvietizmu približala in ga širila ravno Madame Guyon s svojimi deli.

### Navedba del
Zbrana dela  Madame Guyon so bila izdana v Œuvres complètes že leta 1790.
Delo Le Moyen Court Et Autres Écrits Spirituels, je bila izdana leta 1685. Namenjena je bila posameznikom, ki so želeli, da ljubimo Boga z vsem srcem. Delo nam daje preprosta navodila s katerimi bi lahko vzpostavili povezavo z Bogom, prav tako pa tudi spodbuja vernike, da sprejmejo vse stvari in dogodke kot posledice božije volje. Ob času tiskanja dela je bilo stanje v Franciji precej burno, zato je izdaja dela povzročila veliko kritik, ki so Madame Guyon za nekaj let obsodile na zaporno kazen.
Opuscules spirituels je zbirka petih del, namenjenih za vsakdanje pobožnosti in osebno refleksijo. Teh pet del so sestavljali trije tesno povezani mistični misleci 17. stoletja, Francois Fenelon, Madame Guyon in Pere La Combe. Fenelon je napisal prvi dve deli, ki sta Method of Prayerand in On the Way to God. Ti dve deli, kažejo njegov izostren občutek duhovnega svetovalca. Madame Guyon in Fenelon sta bila tesna prijatelja, ona je napisala naslednji del, v katerem je še enkrat povzela način molitve in poudarila pomembnost nenehne molitve, ki je edina pot do Boga. Pere La Combe, duhovni sopotnik Madame Guyon je napisal zaključno delo, v katerem poudarja pomen želje in ljubezni do Boga. Namen knjige, ki je polna smernic je, da nas vodijo k razvoju lastne duševnosti in miselnosti.
Les Torrents et Commentaire au Cantique des cantiques de Salomon je komentar Madame Guyon, v katerih je razvijala svoje mistične ideje in razlage, zaradi katerih so jo kasneje preganjali in celo zaprli. Poudarjala in uveljavila je svojo alegorično in nekoliko mistično razlago pesmi Salamonove Visoke pesmi, saj je poskušala interpretirati pesnitev v smislu Kristusa in Cerkve. Njen komentar opisuje različne faze, skozi katere mora iti vernik, da doseže zrelost Kristusa. Čeprav je bila njena razlaga nekoliko sporna, je bila še vedno dovolj močna in podprta s strani drugih mističnih mislecev.
V delu Les Torrents Spirituels  Madame Guyon opisuje svoje življenje, v katerem doživi veliko različnih izkušenj, dogodkov in navsezadnje smrt. Kljub bolečini in žalosti je njeno razumevanje Božje milosti tako globoko in navdihujoče, da jo je spodbudilo k temu, da ne izgubi vere, saj ji je le-ta predstavljala smisel življenja. Duhovni hudourbniki  nudijo intimen in močan pogled na življenje pravega vernika, in vernika spodbudi, da je vredno živeti kljub preprekam, ki jih na pot postavi Bog.